# Stichting Radiogemeente
De stichting Radiogemeente is opgericht in 1972 als een zelfstandige evangeliserende gemeente. De activiteiten van de Radiogemeente bestaan uit het organiseren van kerkdiensten (samenkomsten) en Bijbelstudies, het verzorgen van radio-uitzendingen, de uitgaven van Nieuwsbrieven (vroeger: het blad "Contact met onze luisteraars") en preken (toespraken) in druk en het bijhouden van een website. De Radiogemeente stel zich ten doel het evangelie via de moderne communicatiemedia uit te dragen.

## Geschiedenis

### Oprichting
De stichting is opgericht om het voortbestaan en de verdere uitbouw van de Radiogemeente, die rondom het evangelisatiewerk van ds. Gerrit Toornvliet in de jaren 60 was ontstaan, mogelijk te maken. De Radiogemeente organiseerde in de beginjaren diensten in Krasnapolsky in Amsterdam, de Stadsgehoorzaal in Leiden en het concertgebouw en theater Brinkman in Haarlem. Later werden de diensten gehouden in de Marekerk in Leiden, de Lutherse Kerk in Den Haag, de Brakke Grond en de Petruskerk in Amsterdam en in de Linge in Haarlem. Ook werden er bijbelstudies in diverse plaatsen gehouden.

### Internationaal
De toespraken en preken van ds. Toornvliet waren jarenlang te beluisteren via Radio Luxembourg en de zeezenders Capital Radio, Radio Caroline en Radio Mi Amigo. Door het grote bereik in onder andere Nederland, België en Engeland groeide het aantal luisteraars en de daarmee gepaard gaande activiteiten van de Radiogemeente erg snel. In het buitenland werden de (kerk)diensten uitgezonden via Radio Paramaribo in Suriname en Radio Victoria op Aruba.

### Voorgangers
Na het plotselinge overlijden van ds. Toornvliet in 1981, werd ds. Arie van Gent benoemd, die tot aan zijn overlijden in 1991 veel betekend heeft voor de Radiogemeente. Daarna werd Klaas de Boer aangetrokken die een gedeelte van zijn taak overnam. Voor de overige diensten werden gastsprekers uitgenodigd. Sinds het onverwachte overlijden van Klaas de Boer in 2014 worden de diensten uitsluitend door gastsprekers verzorgd.

### Uitzendingen
Omdat uitzendingen via zeezenders na 1989 voor de Radiogemeente niet meer mogelijk waren, hebben diverse lokale zenders het mogelijk gemaakt dat de Radiogemeente toch kon blijven uitzenden. Om enkele te noemen: Radio Domroep, Radio Barendrecht, RTV Hollands Midden, NOVAH Radio, Omroep Ter Aar, LekWaal FM en Omroep Tholen. Bij de komst van Internet zijn de uitzendingen van de Radiogemeente via de Lokale Omroepen successievelijk gestopt.

## Heden
Mede door de secularisatie, een gebrek aan medewerkers en een vaste voorganger is het werk van de Radiogemeente sterk teruggelopen. Momenteel (2020) zijn er alleen nog diensten in de Christus Triumfatorkerk in Den Haag, waar ook maandelijks een Bijbelstudie wordt gehouden.